# HD 124931
HD 124931，又名BD-02 3812，SAO 139830、HR 5342，是一颗恒星，视星等为6.15，位于銀經340.32，銀緯53.39，其B1900.0坐标为赤經14h 11m 19.1s，赤緯-2° 53.39′ 51″。